# Centropogon astrotrichus
Centropogon astrotrichus är en klockväxtart som beskrevs av Franz Elfried Wimmer. Centropogon astrotrichus ingår i släktet Centropogon och familjen klockväxter. Inga underarter finns listade i Catalogue of Life.